# Chris Kappler
Chris Kappler, född den 9 februari 1967 i St. Charles, Illinois, är en amerikansk ryttare.
Han tog OS-guld i lagtävlingen i hoppning i samband med de olympiska ridsporttävlingarna 2004 i Aten.